# 波多黎各芒果蜂鳥
波多黎各芒果蜂鸟（学名：Anthracothorax aurulentus），又名波多芒果蜂鸟，是雨燕目蜂鸟科的一种鸟类。种加词为拉丁语，意为金色的。
波多黎各芒果蜂鸟体长11-12厘米；雄性体重4.8-7.2克，雌性则为4.0-6.4克。上体呈绿色，有金属光泽，喙长而下弯，腹部从灰色到黑色不等。
波多黎各芒果蜂鸟分布于波多黎各（波多黎各岛、库莱布拉岛、别克斯岛）和维尔京群岛。该物种是单型物种，没有亚种分化，此前被视为黑胸芒果蜂鸟的亚种。
尽管该物种整体上被视为无危，但它们在维尔京群岛已经接近局域灭绝，因此很可能即将变成波多黎各的特有物种。